# La Fille de 15 ans
Pour plus de détails, voir Fiche technique et Distribution.
La Fille de 15 ans est un film français réalisé par Jacques Doillon, sorti le 13 septembre 1989.
En février 2024, Judith Godrèche accuse Jacques Doillon d'avoir modifié le scénario afin d'abuser d'elle pendant le tournage du film en 1987 alors qu'elle avait 15 ans et porte plainte contre lui.

## Synopsis
Juliette (Judith Godrèche), âgée de 15 ans, est amoureuse de Thomas (Melvil Poupaud), 14 ans.
Willy (Jacques Doillon), le père de Thomas, après une longue absence, emmène son fils en vacances sur l'île méditerranéenne d'Ibiza. Pour Thomas, il n'est pas question de partir sans Juliette.
Peu à peu, Willy tombe amoureux de Juliette. Pour s'en débarrasser, Juliette le séduit.

## Fiche technique
- Titre : La Fille de 15 ans
- Titre affiche : La fille de quinze ans (pour certaines affiches[1])
- Réalisation : Jacques Doillon
- Scénario : Judith Godrèche, avec la collaboration de Jacques Doillon, Jean-François Goyet et Arlette Langmann
- Production : Lola Films et Odessa Films
- Musique : Robert Schumann (Davidsbündlertänze interprété par Jeff Cohen)
- Photographie : Caroline Champetier
- Montage : Catherine Quesemand
- Costumes : Monique Parelle-Renaud
- Son : Jean-Claude Laureux, Dominique Hennequin (mixing)
- Scripte : Jane Birkin
- Pays d'origine :  France
- Format : couleurs - 1,66:1 - mono - 35 mm
- Genre : drame et romance
- Durée : 84 minutes
- Date de sortie : 
  - France : 13 septembre 1989

## Distribution
- Judith Godrèche : Juliette
- Melvil Poupaud : Thomas
- Jacques Doillon : Willy
- Tina Sportolaro : la mère de Juliette

## Tournage
Le tournage s'est déroulé en 1987, à Paris et Ibiza, dans le village de Santa Gertrudis de Fruitera (es).

## Distinctions
- Festival international du film de Moscou 1989 : en compétition pour le Saint-Georges d'or
- Césars 1990 : nomination de Melvil Poupaud au César du meilleur espoir masculin

## Affaire judiciaire
Pour un article plus général, voir Violences sexuelles et sexistes dans le cinéma français.
En février 2024, Judith Godrèche dépose une plainte contre le réalisateur Jacques Doillon pour viol sur mineur de 15 ans par personne ayant autorité.
Le cinéaste est accusé de l'avoir violée en marge et au cours du tournage du film. Les faits qu'elle dénonce se seraient déroulés « dans la maison de Jane Birkin » (la compagne du cinéaste à l’époque), et plus précisément « dans le bureau de Jacques Doillon ».